# Varadka

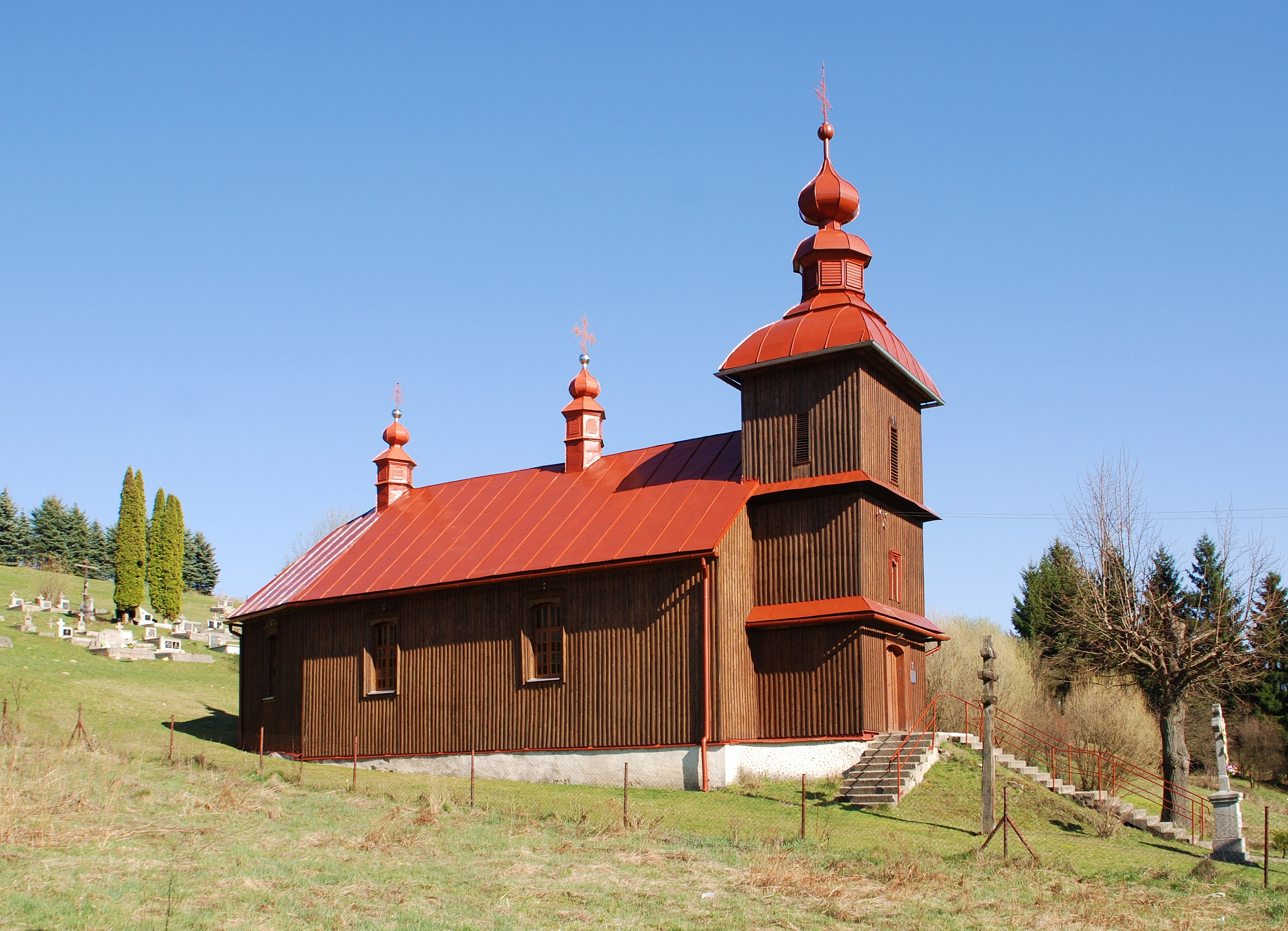
Cerkiew Opieki Matki Bożej

Varadka – wieś (obec) na Słowacji, w kraju preszowskim w powiecie Bardejów.
Pierwsze wzmianki o miejscowości pochodzą z roku 1492.
Według danych z dnia 31 grudnia 2010 wieś zamieszkiwały 193 osoby, w tym 84 kobiety i 109 mężczyzn.
W 2001 roku względem narodowości i przynależności etnicznej 75,6% populacji stanowili Słowacy. Istnieje tu również mniejszość cygańska (15,48%), a także ukraińska (4,17%) i rusińska (3,57%). 85,71% populacji wyznawało prawosławie.
We wsi znajduje się zabytkowa drewniana cerkiew Opieki Matki Bożej, obecnie prawosławna.